# Georg Agricola (Pfarrer)
Georg(e) Agricola (* 17. März 1554 in Kleinröhrsdorf; † 1630 in Freiberg) war ein sächsischer evangelischer Pfarrer und Historiker, der als Poeta laureatus („Gekrönter Poet“) bekannt wurde.

## Leben
Agricola, Sohn des Kleinröhrsdorfer Pfarrers Paul Agricola (1525–1599), besuchte ab 1568 die Fürstenschule Pforta und studierte ab 1572 Theologie an der Universität Leipzig, wo er den Magistergrad erwarb. Seine erste Anstellung als Vesperprediger erhielt er 1578 an der Petrikirche in Freiberg. 1581 wechselte er als Mittagsprediger an den Freiberger Dom und 1592 als Pfarrer (Amtsprediger) an die Nikolaikirche. 
Agricola veröffentlichte eine Reihe von Gelegenheitsdichtungen in Sammelwerken, für die er 1616 oder früher mit der kaiserlichen Dichterkrone ausgezeichnet wurde. Bekannt wurde er auch durch einige historische Schriften, dazu gehört die verlorene Chronik der Stadt Freiberg.

## Schriften (Auswahl)
- Carmen Gratulatorium. In honorem, virtute at [que] doctrina praestantis iuuenis. Leipzig 1574.
- Dialogus Nuptialis Patris et filii. Freiberg 1596.
- Qualis sit Ducen- da Uxor Virtutes Conjugales. Freiberg 1596.
- Elegia In Felicem Discessum Ex Hac Mortali Vita, Pientiss: & honestiss: Foeminae Esterae, Optimi & integerrimi Viri Dn: Samuelis Schaffhirti, in Praedio suburbano prope Fribergam Papyrifici, probae quondam Coniugis [...] Freuberg 1605.
- Enumeratio Omnium Personarum Illustrium Fribergae In Sacello Illustri ad templum Cathedrale sepultarum : Ut pote Illustriss: Trium Electorum, Et Reliquorum Principum ac Ducum Saxoniae, cum Illustrib: Principissis & Liberis. Freiberg 1606.
- Dominatores Saxonici Fribergae: Id est Enumeratio Omnium Principum, Marchionum, Landgraviorum Et Electorum Illustriss: Domus Saxonicae, : sub quorum potestate urbs Friberga a prima sua aedificatione (ab anno videlicet 1171.) fuit, ad haec usq[ue] tempora, cum Curriculis vitae ipsorum, deducta, addita Annotatione Periodi Regni uniuscuiusq[ue]: Quibus adiunctae sunt Personae Illustres & Electorales, Sacello Templi Cathedralis ibidem sepultae. Ex quibus omnibus videre licet, quoties passa sit haec Urbs luctuosißimos Obitus Dominorum suorum de Domo Saxonica. [...] Freiberg 1611.